# Nils Hahne
Nils Uno Hahne, född 2 februari 1918 i Örebro, död 24 oktober 1979 i Brännkyrka församling i Stockholm, var en svensk målare och tecknare.
Hahne var som konstnär autodidakt med undantag av en kortare grafikkurs för Marcel Manequin i Stockholm 1952 och studieresor till Belgien, Holland och Rumänien.
Han medverkade i tidskriften Folket i Bild som illustratör. Hahne är representerad vid Nationalmuseum. Han är gravsatt i minneslunden på Skogskyrkogården i Stockholm.